# Nello Governato
Nello Governato (Torino, 14 settembre 1938 – Roma, 8 giugno 2019) è stato un calciatore, dirigente sportivo, scrittore e giornalista italiano, di ruolo centrocampista.

## Carriera

### Calciatore
Prodotto del vivaio del Torino, Governato arriva alla Lazio, proveniente dal Como nel 1961.
La sua prima avventura nei biancocelesti della capitale dura fino al 1966. Viene ceduto all'Inter dove però non trova spazio in squadra: i nerazzurri, senza averlo mai utilizzato, lo girano a novembre al Lanerossi Vicenza. Torna alla Lazio nel 1967 dove rimane fino al 1972 quando viene ceduto al Savona.
Governato nel complesso viene ricordato come una delle "bandiere" della Lazio con 251 presenze complessive (235 in Campionato, 14 in Coppa Italia e 2 in Coppa delle Fiere) e 17 reti (16, 1, 0).

### Dirigente sportivo
Dopo aver terminato la carriera sui terreni di gioco, Governato inizia una seconda vita dietro alle scrivanie, che pure gli regalerà alcune soddisfazioni. Nel 1983 viene chiamato una prima volta dalla Lazio in qualità di direttore sportivo. Due anni dopo va a ricoprire lo stesso incarico al Bologna, e successivamente nella Juventus e nella Fiorentina.
Negli anni novanta la sua carriera è strettamente legata a Sergio Cragnotti che, al suo avvento, gli affida nuovamente il ruolo di direttore sportivo con l'obiettivo di costruire la squadra che poi trionferà in Italia, ottenendo il secondo scudetto, e in Europa, portando a Roma la Coppa delle Coppe (nota per essere stata l'ultima edizione disputata nella storia del trofeo) e la Supercoppa UEFA.

### Giornalista e scrittore
Parallelamente alla carriera dirigenziale, sbocco abbastanza comune per molti calciatori, Governato si distingue da buona parte dei suoi ex colleghi per una certa perizia con la penna. Diventa infatti giornalista, fino ad approdare alla redazione romana di Tuttosport.
Ma non basta: nel 1976 dà alle stampe, presso la casa editrice SEI di Torino, la sua prima opera letteraria: "Un caso da gol - romanzo verità", scritta a quattro mani con Gianpaolo Ormezzano, che denota una certa dimestichezza con la narrazione di fatti, cose e persone legate allo sport.
Dopo la lunga parentesi dovuta all'attività dirigenziale, Governato ritorna a scrivere: nel 2004 esce per Rizzoli "Gioco sporco", un testo che denuncia alcuni mali del calcio contemporaneo, anticipando molti retroscena e descrivendo alcune delle dinamiche che sarebbero venute pienamente alla luce con lo scandalo calcistico del 2006.
Nel febbraio del 2007 esce presso Mondadori il romanzo La partita dell'addio che narra - in chiave romanzata ma rispettosa degli accadimenti storici - la vicenda di Matthias Sindelar, il campione di calcio austriaco che rifiutò di giocare nella squadra nazionale tedesca dopo l'annessione del suo paese ad opera dei nazisti.
Nel 2011 esce presso Mondadori Il sindaco pescatore, dedicato alla vicenda di Angelo Vassallo, sindaco del comune di Pollica nel Cilento assassinato nel 2010 per essersi opposto alla camorra, scritto a quattro mani con il fratello di Angelo, Dario Vassallo. Da questo libro nel 2016 è stato tratto l'omonimo film per la tv con la regia di Maurizio Zaccaro e Sergio Castellitto nel ruolo del protagonista.
È morto a Roma l'8 giugno 2019 all'età di 80 anni.

## Curiosità
Il nome di Nello Governato è legato anche a un errore commesso in un album Calciatori Panini: nell'album del 1963, infatti, quando Governato militava nella Lazio, la Panini utilizzò, per la sua figurina, l'immagine di Governato pubblicata nell'album Assi del calcio del 1960, editore Lampo, ma in tale figurina non era ritratto Governato, bensì il suo compagno di squadra del Como, il difensore Bruno Ballarini, lo storico capitano comasco che, tra l'altro, non assomigliava per nulla a Governato.

## Statistiche

### Presenze e reti nei club
| Stagione        | Squadra         | Campionato      | Campionato | Campionato | Coppe nazionali | Coppe nazionali | Coppe nazionali | Coppe continentali | Coppe continentali | Coppe continentali | Altre coppe | Altre coppe | Altre coppe | Totale | Totale |
| Stagione        | Squadra         | Comp            | Pres       | Reti       | Comp            | Pres            | Reti            | Comp               | Pres               | Reti               | Comp        | Pres        | Reti        | Pres   | Reti   |
| --------------- | --------------- | --------------- | ---------- | ---------- | --------------- | --------------- | --------------- | ------------------ | ------------------ | ------------------ | ----------- | ----------- | ----------- | ------ | ------ |
| 1957-1958       | Como            | B               | 3          | 1          | CI              | 6               | 1               | -                  | -                  | -                  | -           | -           | -           | 9      | 2      |
| 1958-1959       | Como            | B               | 12         | 2          | CI              | 1               | 0               | -                  | -                  | -                  | -           | -           | -           | 13     | 2      |
| 1959-1960       | Como            | B               | 33         | 10         | CI              | 3               | 0               | -                  | -                  | -                  | -           | -           | -           | 36     | 10     |
| 1960-1961       | Como            | B               | 32         | 10         | CI              | 1               | 0               | -                  | -                  | -                  | -           | -           | -           | 33     | 10     |
| Totale Como     | Totale Como     | Totale Como     | 80         | 23         |                 | 11              | 1               |                    | -                  | -                  |             | -           | -           | 91     | 24     |
| 1961-1962       | Lazio           | B               | 11         | 2          | CI              | 0               | 0               | -                  | -                  | -                  | -           | -           | -           | 11     | 2      |
| 1962-1963       | Lazio           | B               | 35         | 0          | CI              | 1               | 0               | -                  | -                  | -                  | -           | -           | -           | 36     | 0      |
| 1963-1964       | Lazio           | A               | 25         | 1          | CI              | 0               | 0               | -                  | -                  | -                  | -           | -           | -           | 25     | 1      |
| 1964-1965       | Lazio           | A               | 30         | 4          | CI              | 2               | 1               | -                  | -                  | -                  | -           | -           | -           | 32     | 5      |
| 1965-1966       | Lazio           | A               | 27         | 2          | CI              | 3               | 0               | -                  | -                  | -                  | -           | -           | -           | 30     | 2      |
| lug.-nov. 1966  | Inter           | A               | 0          | 0          | CI              | 0               | 0               | CC                 | 0                  | 0                  | -           | -           | -           | 0      | 0      |
| nov. 1966-1967  | L.R. Vicenza    | A               | 16         | 0          | CI              | 0               | 0               | -                  | -                  | -                  | -           | -           | -           | 16     | 0      |
| 1967-1968       | Lazio           | B               | 30         | 2          | CI              | 2               | 0               | -                  | -                  | -                  | -           | -           | -           | 32     | 2      |
| 1968-1969       | Lazio           | B               | 29         | 3          | CI              | 2               | 0               | -                  | -                  | -                  | -           | -           | -           | 31     | 3      |
| 1969-1970       | Lazio           | A               | 24         | 1          | CI              | 1               | 0               | -                  | -                  | -                  | -           | -           | -           | 25     | 1      |
| 1970-1971       | Lazio           | A               | 24         | 1          | CI              | 3               | 0               | CdF                | 2                  | 0                  | -           | -           | -           | 29     | 1      |
| Totale Lazio    | Totale Lazio    | Totale Lazio    | 235        | 16         |                 | 14              | 1               |                    | 2                  | 0                  |             | -           | -           | 251    | 17     |
| 1971-1972       | Savona          | C               | 29         | 2          | -               | -               | -               | -                  | -                  | -                  | -           | -           | -           | 29     | 0      |
| 1972-1973       | Savona          | C               | 6          | 0          | CI-S            | ?               | ?               | -                  | -                  | -                  | -           | -           | -           | 6+     | 2+     |
| Totale Savona   | Totale Savona   | Totale Savona   | 35         | 2          |                 | ?+              | ?+              |                    | -                  | -                  |             | -           | -           | 35+    | 2+     |
| Totale carriera | Totale carriera | Totale carriera | 366        | 41         |                 | 25+             | 2+              |                    | 2                  | 0                  |             | -           | -           | 393+   | 43+    |

## Palmarès

### Competizioni nazionali
- Campionato italiano di Serie B: 1

Lazio: 1968-1969

### Competizioni internazionali
- Coppa delle Alpi: 1

Lazio: 1971

## Opere
- Un caso da gol: romanzo-verità, con Giampaolo Ormezzano, Torino, Società Editrice Internazionale, 1975
- Sporco amore, Arezzo, Limina, 2002, ISBN 88-86713-94-0
- Gioco sporco, Milano, Rizzoli, 2004, ISBN 88-17-00301-8
- La partita dell'addio: Matthias Sindelar, il campione che non si piegò a Hitler, Milano, Mondadori, 2007, ISBN 978-88-04-56206-1
- Il sindaco pescatore, con Dario Vassallo, prefazione di Riccardo Iacona, Milano, Mondadori, 2011, ISBN 978-88-04-61280-3